# 高坂桐乃
高坂桐乃（日语：／ Kōsaka Kirino）是日本輕小說系列《我的妹妹哪有這麼可愛！》（下稱《俺妹》）的女主角，由伏見司和神崎廣所創。在作品中，桐乃表面上是外表出眾、運動萬能、成績優秀的模範學生，暗地裏卻是喜歡妹系美少女遊戲的御宅族。由於對旁人的眼光十分在意，她不敢公開自己的嗜好。後來得到哥哥高坂京介的協助，將自己的興趣與生活融合得更好。

## 角色設計
伏見司在2013年9月接受Crunchyroll訪問時，被問及為何他把桐乃設計成御宅族。他對此回應道：「現在回想起來的確可能有這樣的事，但我當初只是想把角色設計得盡量有趣。」他還表示，這種設定能引起觀眾共鳴。
伏見司在評論小說的結局時表示，由於「各種各樣的理由」，他無法為桐乃寫出一個完全幸福美滿的結局，亦即桐乃與京介的關係「無法完全開花結果」。不過伏見及後補充道：「我知道她十分愛慕主角，因此我決定要為她做些什麼。」即使伏見決定為桐乃安排一個盡可能美好的結局，但他表示這很難做到；不過，為了桐乃，他「盡力把主線寫成往對她最好的方向發展」。

## 作中表現

### 本篇
高坂桐乃是高坂京介的妹妹，初登場時她正在就讀國中二年級。她對外顯得成熟獨立，在京介面前卻經常口無遮攔、對他的幫助毫不領情——這些都顯示出其傲嬌的性格。雖然她表面上是外表出眾、運動萬能、成績優秀的模範學生，但暗地裏是個喜歡妹系美少女遊戲和兒童向動畫《星塵☆小魔女梅露露》的御宅族。她在流行雜誌中擔任模特兒，並因此賺了不少錢，及後亦成了能夠賺錢的小說家——這些錢成為她往後購買遊戲、動畫DVD-Video的資金。由於起初只有京介意外得知她不敢對外公開的御宅興趣，桐乃經常找他做「人生諮詢」，並強迫他玩多部十八禁戀愛冒險遊戲。但她也經常把京介稱作「蘿莉控」和「變態」。儘管她十分沉迷上述御宅愛好，不過她仍不明白自己為何會愛上美少女遊戲，並否認自己是兄控。即使她經常強迫自己與京介待在一起，她卻時常表示不喜歡這樣。
當京介跟其他女性一起相處時，桐乃很容易為此受到打擊，她甚至會刻意破壞京介跟其他女性的關係。儘管如此，她心裡還是對京介十分感激。她在網上認識宅友時會使用網名「小桐桐」（きりりん）這個網名。桐乃原本十分憧憬京介，視之為「完美哥哥」。但京介長大時基於男性的自尊，只和同性朋友玩在一起，不再和異性的妹妹玩。有一次，京介把桐乃拋得遠遠的，而桐乃則試圖追上去，但最後不果——這段經歷使得桐乃不斷努力練習田徑，並在學業上力爭上游。她對於「京介因遇上櫻井秋美而有所轉變」一事感到失望。
京介和桐乃兩人最終相戀。京介在公開場合向桐乃告白，桐乃接受了京介的告白和戒指，兩人協議在京介畢業前交往。畢業後秘密結婚，接着回復兄妹關係。桐乃及後在教堂中和京介接吻和遞還戒指，結束他們倆的情侶關係，回復大多兄妹所擁有的關係。

### 其他媒體
桐乃在《情色漫畫老師》的改編動畫第11話中擔任客串角色。《情色漫畫老師》同由伏見司創作，神崎廣負責繪製插畫。她在動畫《我的朋友很少》第11話當中亦有登場，不過她只是以背景角色的身份出現。她還在《魔法禁書目錄》的PlayStation Portable改編動作遊戲中略為亮相，並成為《電擊文庫 FIGHTING CLIMAX》的可供操作角色。

## 各界反應

### 角色人氣

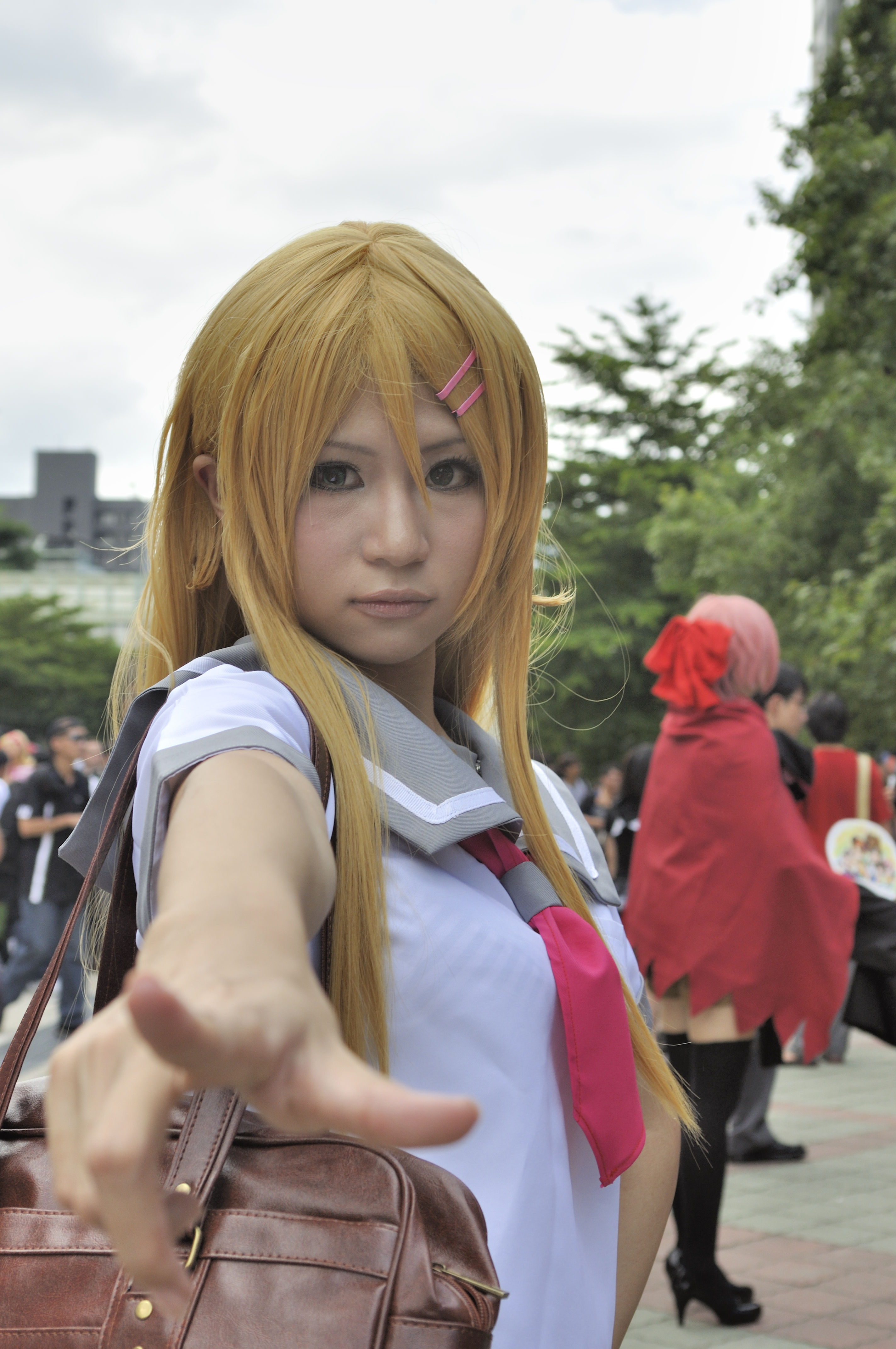
扮演成桐乃的角色扮演者

高坂桐乃在動漫迷圈子當中頗具人氣。桐乃在《俺妹》首卷封面中所擺出的姿勢成為了一個挺受歡迎的網路迷因，粉絲們會創作出各個ACG角色擺出這個姿勢的同人圖。2016年2月，日本總務省宣佈，桐乃將會成為青少年選舉教育活動的宣傳模特兒。
Charapedia於2014年7月公佈了「最有魅力的傲娇角色」排行榜，桐乃在當中以489票排在第3位；她亦在2014年8月公佈的「動畫史上20大刻薄角色」中排第18位（221票）。2018年6月，Anime-Planet公佈了「最喜歡的虎牙角色」和「最討厭的虎牙角色」的投票結果，桐乃在當中分別排在第4位和第3位。動畫新聞網還把桐乃與京介的關係列在「五大糟糕的動畫角色關係」當中。

### 媒體評論
動畫新聞網的特伦·马丁（Theron Martin）在評論《俺妹》時，把桐乃跟《乃木坂春香的秘密》女主角乃木坂春香放在一起比較，然後表示：「乃木坂春香就像一朵娇柔的女人花；而桐乃則更像從『傲嬌模具』給切下來的人物。前者只是喜歡看動畫，而後者則去到喜歡玩成人遊戲的地步（儘管她仍著迷於幾部動畫）」。马丁在後來一篇評論中表示，桐乃仍維持着「那喜乐无常、令人火大的自我」，他亦推測桐乃喜歡妹系成人遊戲的設定有着「更深層次的意義在內」。動畫新聞網的金·莫里西（Kim Morrissy）則把桐乃跟《情色漫畫老師》的和泉紗霧放在一起比較。她認為後者更符合「御宅族的理想妹妹形象」。
霍普·金（Hope Kim）在「OTAQUEST」的一篇評論中，對於桐乃的自信和倔强表示讚揚。金及後表示，她認為桐乃的興趣仍是《俺妹》的亮點所在，因為它十分男性向，而這正好把她「塑造成『少年』的樣子」，並使之明白到成為妹控是怎麼一回事，因此「她才會對哥哥京介『開綠燈』。」網站UltraMunch寫道：「……桐乃為傲嬌帶來了一場革命」，因為她的出現結合了傲嬌和妹妹這兩個屬性，開創出一條新的道路。它亦表示桐乃是個「飄忽不定的女人」，而其態度經常轉變得很快。
THEM動畫評論網的蒂姆·琼斯（Tim Jones）認為桐乃十分令人討厭。他還稱桐乃為「經常口出惡言的无趣讨厌鬼」。由於這個角色在動畫中愈來愈不友善，所以他表示人們已經无法避免觀賞她的「自私、傲慢、愚蠢」。艾伦·穆迪（Allen Moody）在THEM動畫評論網的另一篇評論中表示，桐乃是第二期動畫當中最「駭人的」。

## 外部連結
- 官方資料 （页面存档备份，存于）（日語）